# USS Tuscaloosa (CA-37)
USS Tuscaloosa (CA-37) là một tàu tuần dương hạng nặng của Hải quân Hoa Kỳ thuộc lớp New Orleans, tên của nó được đặt theo thành phố Tuscaloosa thuộc tiểu bang Alabama. Trong Chiến tranh Thế giới thứ hai, Tuscaloosa hoạt động chủ yếu tại Mặt trận châu Âu và Bắc Phi, tham gia cuộc Đổ bộ Normandy trước khi được chuyển sang Mặt trận Thái Bình Dương vào giai đoạn cuối cùng của cuộc chiến và được tặng thưởng 7 Ngôi sao Chiến đấu. Sau chiến tranh nó được cho ngừng hoạt động vào năm 1946 và tháo dỡ vào năm 1959.

## Thiết kế và chế tạo
Tuscaloosa được đặt lườn vào ngày 3 tháng 9 năm 1931 tại Camden, New Jersey bởi hãng New York Shipbuilding Co.. Nó được hạ thủy vào ngày 15 tháng 11 năm 1933, được đỡ đầu bởi Bà Thomas Lee McCann, phu nhân Đại úy Hải quân Thomas L. McCann và là cháu gái của William Bacon Oliver, Dân biểu bang Alabama. Nó được đưa ra hoạt động vào ngày 17 tháng 8 năm 1934 dưới quyền chỉ huy của Thuyền trưởng. Đại tá Hải quân John N. Ferguson.

## Lịch sử hoạt động

### Những năm giữa hai cuộc thế chiến
Tuscaloosa dành trọn mùa Thu năm 1934 cho chuyến đi chạy thử máy đã đưa nó đến Rio de Janeiro, Buenos Aires và Montevideo trước khi quay trở về Xưởng hải quân New York không lâu trước lễ Giáng Sinh. Nó trải qua các sửa chữa sau thử máy vốn giữ nó lại trong xưởng tàu cho đến tháng 3 năm 1935.
Chiếc tàu tuần dương hạng nặng lên đường hướng sang bờ Tây Hoa Kỳ. Sau một chặng dừng tại vịnh Guantánamo thuộc Cuba, nó đi qua kênh đào Panama vào ngày 7-8 tháng 4 rồi hướng lên phía Bắc đến San Diego, nơi nó gia nhập Hải đội Tuần dương 6 kịp lúc để tham gia cuộc tập trận Vấn đề Hạm đội XVI tổ chức vào tháng 5 tại khu vực Bắc Thái Bình Dương ngoài khơi bờ biển Alaska và tại vùng biển chung quanh quần đảo Hawaii. Hoạt động này được chia làm năm giai đoạn khác biệt có diệm mạo của một chiến dịch hải quân thực sự trong tương lai khi Hoa Kỳ phải tiến hành một cuộc phòng ngự chiến lược.

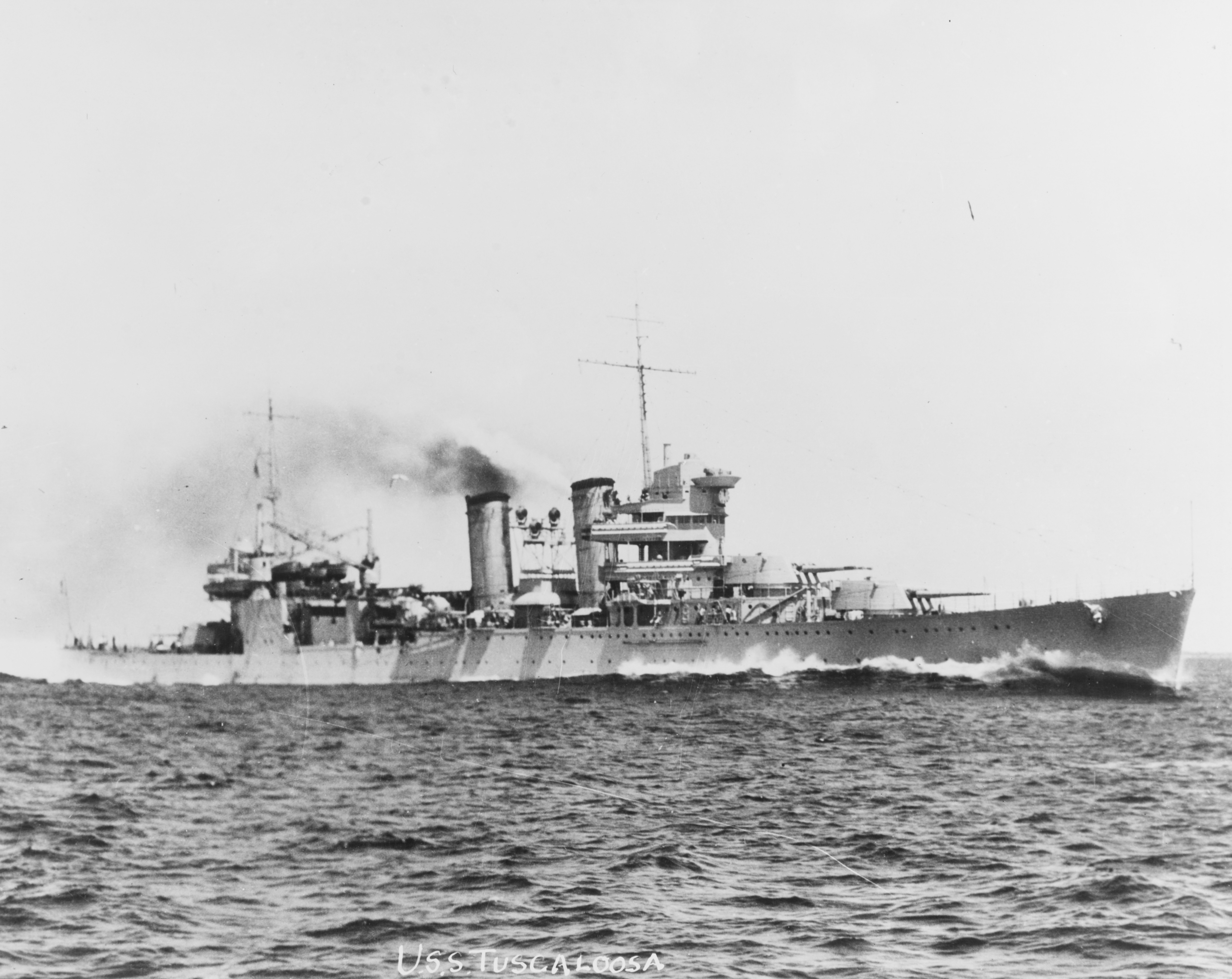
USS Tuscaloosa trên đường đi, năm 1934.

Sau đó Tuscaloosa đặt căn cứ tại San Pedro, California, nơi nó tiến hành các cuộc luyện tập thường xuyên và các hoạt động tạ chỗ cùng Hải đội Tuần dương 6. Vào mùa Xuân năm 1936, chiếc tàu tuần dương hạng nặng tham gia tập trận Vấn đề Hạm đội XVII diễn ra ngoài khơi bờ biển phía Tây Hoa Kỳ, Trung Mỹ và Khu vực kênh đào Panama. Cuộc thực tập chia thành năm giai đoạn được dành để chuẩn bị cho hạm đội các hoạt động chống tàu ngầm, thử nghiệm các hệ thống liên lạc, và huấn luyện các phi đội máy bay tuần tra cho các hoạt động hạm đội mở rộng.
Vào tháng 5 năm 1937, Vấn đề Hạm đội XVIII tổ chức tại vùng biển Alaska và tại khu vực lân cận quần đảo Hawaii và Midway, thực hành các chiến thuật chiếm đóng các vị trí căn cứ phía trước, một kỹ thuật mà sau này được hoàn thiện thành các học thuyết chiến tranh hỗ trợ gần và đổ bộ. Trong thành phần tăng cường cho Lực lượng Tuần tiễu, Tuscaloosa "chiến đấu" trong đội hình chiến trận vào mùa Xuân năm đó. Vào tháng 4 và tháng 5 năm 1938, chiếc tàu tuần dương hạng nặng tham gia tập trận Vấn đề Hạm đội XIX được tổ chức tại khu vực chung quanh Hawaii.
Tuscaloosa rời San Diego vào ngày 3 tháng 1 năm 1939, và đi ngang qua kênh đào Panama để đến vùng biển Caribbe. Nó tham gia Vấn đề Hạm đội XX tổ chức tại Đại Tây Dương phía Đông quần đảo Lesser Antilles, trước khi trải qua một đợt tái trang bị ngắn tại Xưởng hải quân Norfolk. Sau đó nó cùng với các tàu tuần dương chị em San Francisco và Quincy thực hiến chuyến viếng thăm hữu nghị đến các cảng Nam Mỹ. Từ ngày 8 tháng 4 đến ngày 10 tháng 5, dưới quyền chỉ huy của Chuẩn Đô đốc Husband E. Kimmel, hải đội đã ghé thăm Caracas, Rio de Janeiro, Montevideo và Buenos Aires trước khi băng qua eo biển Magellan đầy sóng gió. Ba chiếc tàu tàu tuần dương đã phải hướng mũi qua những ngọn sóng cao và gió ngược đầy khó khăn để tiến lên trong các ngày 14- 15 tháng 5. Sau đó hải đội di chuyển lên phía Bắc dọc theo bờ Tây của Nam Mỹ, viếng thăm Valparaíso thuộc Chile và Callao ở Peru trước khi băng qua kênh đào Panama và hướng về Norfolk, đến nơi vào ngày 6 tháng 6.
Tuscaloosa ở lại khu vực ngoài khơi bờ Đông Hoa Kỳ cho đến mùa Hè năm 1939. Đến tháng 8, nó đưa Tổng thống Franklin Delano Roosevelt đến đảo Campobello thuộc New Brunswick. Trên đường đi, ngoài khơi Portsmouth, New Hampshire, vị Tổng tư lệnh thị sát các hoạt động trục vớt đang được tiến hành đối với chiếc tàu ngầm Squalus bị đắm sau một cuộc lặn thử nghiệm vào ngày 24 tháng 5. Ngày 24 tháng 8, sau các cuộc thăm viếng Campobello và nhiều cảng tại Newfoundland, Tổng thống Roosevelt rời tàu tại Sandy Hook trên bờ biển New Jersey.

### Mở màn Chiến tranh Thế giới thứ hai
Khi Chiến tranh Thế giới thứ hai nổ ra một tuần sau đó vào ngày 1 tháng 9 năm 1939, Tuscaloosa đang ở tại Căn cứ Hải quân Norfolk. Vào ngày 5 tháng 9, Tổng thống Roosevelt quyết định tiến hành Tuần tra Trung lập; và vào ngày hôm sau, chiếc tàu tuần dương lên đường trong chuyến tuần tra đầu tiên giữ nó ở ngoài biển cho đến khi quay trở về cảng nhà vào ngày 11 tháng 9. Ba ngày sau, chiếc tàu chiến rời Norfolk, trải qua thời gian còn lại của tháng 9 và hầu hết tháng 10 huấn luyện tác xạ và tập trận ngoài khơi vịnh Guantanamo và San Juan, Puerto Rico. Nó rời khu vực Caribbe vào ngày 27 tháng 10, hướng về Hampton Roads; và đi đến Norfolk vào ngày 5 tháng 11 và ở lại đây cho đến giữa tháng 12, ngoại trừ một đợt thực tập tác xạ ngoài khơi khu vực Virginia Capes từ ngày 13 đến ngày 15 tháng 11.
Trong khi đó, việc Tuần tra Trung lập tiếp tục theo dõi số tàu thuyền thương mại Đức đang có mặt ở Tây bán cầu. Vào lúc chiến sự nổ ra, có khoảng 85 tàu bè Đức đang ở gần châu Mỹ. Một trong số đó, chiếc tàu biển chở hành khách của hãng tàu Norddeutsche Lloyd (NDL) SS Columbus, tàu thủy lớn thứ 13 trên thế giới, đang thực hiện chuyến đi du lịch tại West Indies. Nó ghé vào Veracruz, México, để tiếp nhiên liệu và chuẩn bị mở đường quay trở về nhà. Chiếc tàu biển rời Vera Cruz vào ngày 14 tháng 12 năm 1939, nhưng không lâu sau bị tàu khu trục USS Benham phát hiện và theo dõi. Trong những ngày tiếp theo, liên tiếp các tàu chiến Mỹ với tổng cộng là bảy chiếc, dõi theo con tàu Đức. Thuyền trưởng Wilhelm Daehne, chỉ huy chiếc Columbus, cẩn thận giữ con tàu của mình trong phạm vi vùng trung lập 300 mi (480 km) cho đến khi nó đi ngang vùng biển ngoài khơi Delaware; sau đó ông hướng mũi về phía Đông.
Trong khi đó, Tuscaloosa được lệnh ra khơi tham gia cuộc theo dõi. Vào ngày 16 tháng 12, Hai ngày sau khi Columbus rời Vera Cruz, Tuscaloosa khởi hành từ Norfolk đi đến khu vực tuần tra thay phiên cho các tàu khu trục Cole và Ellis; và đến 14 giờ 50 phút ngày 19 tháng 12 trông thấy tàu khu trục Anh MHS Hyperion hướng thẳng về phía Columbus. Hyperion đánh điện cho Tuscaloosa để hỏi: "Anh đang hộ tống tàu nào?". Tuscaloosa giữ yên lặng, nhưng không lâu sau Hyperion điện cho Columbus ra lệnh dừng lại và không sử dụng radio. Hai phát đạn pháo đã bắn ngang mũi chiếc tàu biển chở khách Đức. Đối với Thuyền trưởng Daehne, chỉ có một lựa chọn duy nhất. Sau khi cẩn thận vạch kế hoạch cho tình hhuống có thể xảy ra, ông đánh đắm tàu của mình. Toàn bộ thủy thủ đoàn ngoại trừ hai người, trong đó có chín nữ tiếp viên, đã sang mạn tàu và xuống các bè cứu sinh. Vì Hyperion rõ ràng không đủ chỗ cho 577 người Đức đã rời bỏ chiếc tàu khách của mình, nó điện cho Tuscaloosa hỏi xem chiếc tàu tuần dương có thể nhận những người sống sót.
Từ xuồng máy của mình, Thuyền trưởng Daehne giữ cho các bè cứu sinh kết với nhau trong khi Tuscaloosa đưa lên tàu 567 đàn ông và chín phụ nữ. Tất cả đều được an toàn trên chiếc tàu tuần dương vốn có lòng mến khách cho những thủy thủ, vốn hài lòng vì được ở trên con tàu Mỹ như những người được cứu vớt, hơn phải làm tù binh chiến tranh trên chiếc tàu chiến Anh. Hầu hết những người sống sót được đưa đến sàn chứa thủy phi cơ được dọn dẹp để bố trí chỗ nghĩ, và phụ nữ được đưa đến bệnh xá. Tuscaloosa đưa những người còn sống sót đến New York, cảng duy nhất được trang bị để có thể tiếp nhận dòng người lạ lớn và bất ngờ này, và đã đưa họ lên bờ tại đảo Ellis từ 16 giờ 10 đến 17 giờ 30 phút ngày 20 tháng 12 cho các thủ tục hành chánh cần thiết. Cuối cùng, đa số sĩ quan và thủy thủ của Columbus cũng quay trở về được quê hương qua ngã Thái Bình Dương. Trong khi đó, Tuscaloosa rời New York vào ngày 21 tháng 12 và về đến Norfolk ngày hôm sau.
Chiếc tàu tuần dương hạng nặng tiếp tục ở lại vào dịp năm mới 1940, và rời cảng nhà vào ngày 11 tháng 1 hướng đến West Indies. Trên đường đi đến vùng biển Caribbean, nó được tháp tùng bởi tàu tuần dương chị em San Francisco cùng Hải đội Thiết giáp 5 thiếu mất thiết giáp hạm Wyoming và tàu khu trục Manley. Tuscaloosa và các tàu cùng đi đến được Culebra vào ngày 16 tháng 1, và chuyển sang vịnh Guantánamo hai ngày sau đó. Tại đây, nó tham gia các cuộctập trận hạm đội từ ngày 18 đến ngày 27 tháng 1. Rời Guantánamo, Tuscaloosa về đến Norfolk vào ngày 29 tháng 1 và vào Xưởng hải quân Norfolk để được cải biến đặc biệt nhằm hoạt động như soái hạm của Tổng thống.
Tuscaloosa rời Norfolk vào ngày 2 tháng 2 để thả neo tại Căn cứ Hải quân Norfolk. Nó lên đường đi Cuba hai ngày sau đó, đến Guantánamo vào ngày 7 tháng 2, để lại lên đường ba ngày sau đó quay về Pensacola, Florida cùng với tàu khu trục Lang. Hai chiếc tàu chiến tiến hành thực tập trên đường đ, và về đến Pensacola vào ngày 14 tháng 2.
Ngày hôm sau, Tuscaloosa đón Tổng thống Roosevelt cùng các vị khách lên tàu, và khởi hành cùng các tàu khu trục Jouett và Lang cho một chuyến đi đến Panama và bờ biển phía Tây của Trung Mỹ. Chuyến đi này cho phép Tổng thống có cơ hội thảo luận vấn đề phòng thủ Liên Mỹ cùng các nhà lãnh đạo các quốc gia Mỹ La tinh. Di chuyển sang bờ Thái Bình Dương của Trung Mỹ, Roosevelt thị sát sự phòng thủ phía Tây của kênh đào Panama. Ông cũng câu cá tại nhiều điểm trên hành trình, nhưng chẳng được bao nhiêu. Trong chuyến đi quay trở lại qua kênh đào, vào ngày 27 tháng 2, Roosevelt đã hội đàm với các sĩ quan Hải quân, Lục quân và Không lực về việc phòng thủ tuyến đường rất quan trọng này.
Sau khi tiễn Tổng thống lên bờ tại Pensacola, Tuscaloosa tiếp tục hướng lên phía Bắc đến Norfolk, rồi từ đây đi vào Xưởng hải quân New York, nơi nó trải qua đợt đại tu kéo dài ba tháng. Trong khi nó nằm lại Brooklyn, các đạo quân của Hitler chinh phục nước Pháp vào tháng 6 năm 1940, trở thành chủ nhân của lục địa châu Âu. Không lâu sau đó, Tuscaloosa tiếp nối các cuộc tuần tra trung lập, tiến hành các chuyến tuần tra buồn tẻ nhưng khẩn trương tại khu vực Caribbe và Bermuda suốt mùa Hè và mùa Thu năm 1940.
Vào ngày 3 tháng 12 năm 1940 tại Miami, Tổng thống Roosevelt lên chiếc Tuscaloosa lần thứ ba cho một chuyến đi thị sát các căn cứ có được từ Anh Quốc sau thỏa thuận "Tàu khu trục đổi căn cứ" mới được thương lượng thành công gần đây. Theo thỏa thuận này, Hoa Kỳ đã đổi 50 tàu khu trục sàn phẳng cũ cho việc thuê lại trong 99 năm các căn cứ tại Tây bán cầu: Kingston, Jamaica; Santa Lucia, Antigua; và Bahamas. Roosevelt câu cá và tiếp đãi các quan chức thuộc địa Anh, bao gồm Công tước và Nữ Công tước Windsor trên chiếc tàu tuần dương.
Trong khi Tổng thống du hành cùng Tuscaloosa, quan chức Mỹ tại Washington đang phải vật lộn với vấn đề mở rộng sự giúp đỡ cho Anh Quốc. Hầu như điêu đứng do chiến dịch tai hại tại Pháp trong mùa Xuân và Trận chiến Anh Quốc trong mùa Hè, nước Anh rất cần đến các vật liệu chiến tranh. Nền sản xuất của Mỹ có thể đáp ứng nhu cầu của họ, nhưng luật trung lập của Hoa Kỳ giới hạn việc các bên tham chiến chỉ mua vũ khí theo phương thức thanh toán "trả tiền mặt và mang đi" (cash-and-carry), vốn đang là một rào cản lớn do ngân khố của Anh đã cạn kiệt. Trong khi cân nhắc hoàn cảnh khốn khó của Anh trong sự xa hoa của Tuscaloosa, Tổng thống nảy ra ý tưởng về Chương trình Cho thuê-Cho mượn để trợ giúp nước Anh đang bị tấn công.
Vào ngày 16 tháng 12, Roosevelt rời tàu tại Charleston, South Carolina đi Washington thực hiện sáng kiến "cho thuê-cho mượn", một bước nữa trong tiến trình Hoa Kỳ tham gia hoàn toàn trong chiến tranh. Không lâu sau đó, Tuscaloosa lên đường đi Norfolk, và vào ngày 22 tháng 12 đã nhận lên tàu Đô đốc William D. Leahy, vị Đại sứ mới được chỉ định tại Vichy Pháp, cùng phu nhân, cho cuộc hành trình đến Bồ Đào Nha. Với biểu tượng "sao và sọc" to lớn được vẽ trên nóc tháp pháo II và III cùng treo những lá cờ to nhất, Tuscaloosa hướng sang khu vực chiến sự tại châu Âu, được hộ tống bởi các tàu khu trục Upshur và Madison.
Sau khi đưa vị Đại sứ tại Vichy Pháp lên bờ ở Lisbon và quay trở về Norfolk vào ngày 11 tháng 1 năm 1941, chiếc tàu tuần dương lại ra biển thực hiện các chuyến cơ động cho đến ngày 2 tháng 3. Sau đó nó đi đến Bermuda vào ngày 8 tháng 4, một căn cứ hải quân Mỹ vừa mới được khánh thành một ngày trước đó. Nhóm của nó còn bao gồm tàu sân bay Ranger, tàu tuần dương Wichita cùng các tàu khu trục Kearny và Livermore. Đặt căn cứ tại Bermuda, Tuscaloosa tiếp tục tuần tra các tuyến tàu bè tại Bắc Đại Tây Dương, thi hành chính sách trung lập của Hoa Kỳ.
Ở một nơi nào đó trên Đại Tây Dương, cuộc chiến giữa Anh và Đức đi qua một bước ngoặt nguy ngập vào cuối tháng 5, khi thiết giáp hạm Bismarck và tàu tuần dương Prinz Eugen của Đức thoát ra Đại Tây Dương. Vào ngày 24 tháng 5, Bismarck đã đánh chìm chiếc tàu chiến-tuần dương huyền thoại HMS Hood tại eo biển Đan Mạch và tạm thời lẩn tránh khỏi sự truy đuổi.
Việc Bismarck trốn thoát vào làn sương mù Đại Tây Dương đã khiến có mệnh lệnh tung Tuscaloosa ra khơi ngay lập tức. Hầu hết thủy thủ đoàn đang được nghỉ phép vào lúc đó nên không thể tập trung đúng lúc, nên con tàu phải săn lùng mọi nhân sự đang "lang thang" của hai chiếc Vincennes và Quincy cùng một nhóm thiếu úy dự bị tình cờ có mặt trên tàu trong một đợt huấn luyện trừ bị. Tuy nhiên, trước khi chiếc tàu tuần dương đến được vùng biển nơi nó hy vọng có thể tìm ra Bismarck, các tàu chiến Anh Quốc, được dẫn đường bởi một Thiếu úy Hải quân dự bị Mỹ làm hoa tiêu cho một chiếc PBY Anh Quốc, trong một hoàn cảnh đáng nghi ngờ về phương diện pháp lý, đã thành công trong việc tấn công chiếc Bismarck, buộc thủy thủ đoàn của nó phải tự đánh đắm sau khi bánh lái bị kẹt và mọi khẩu pháo chính đã bị loại khỏi vòng chiến.
Không lâu sau Tuscaloosa quay trở lại công việc tuần tra trung lập chán ngắt. Tuy nhiên, với việc Hoa Kỳ tiếp tục một quá trình can dự, cho dù chậm chạp và thận trọng, vào cuộc chiến, xu hướng của sự kiện thay đổi đối với chiếc tàu tuần dương. Vào ngày 8 tháng 8, nó rời Bermuda hướng đến Newfoundland, và không lâu sau đó đón lên tàu Tướng Henry H. Arnold, người đứng đầu Không lực Lục quân Hoa Kỳ; Chuẩn đô đốc Richmond K. Turner, Trưởng phòng kế hoạch Tác chiến Hải quân; và Đại tá Hải quân Forrest Sherman. Nó gặp gỡ tàu tuần dương Augusta ngoài khơi New York; và dưới sự hộ tống của ba tàu khu trục, cả hai chiếc tàu cùng hướng đến Argentia, Newfoundland.
Augusta đưa Tổng thống Roosevelt cùng đoàn tùy tùng đi đến điểm neo đậu hoang vắng, nơi chiếc giáp hạm Anh Prince of Wales, có Thủ tướng Winston Churchill trên tàu, đang chờ đợi. Cuộc hội đàm tiếp theo giữa hai nhà lãnh đạo nhà nước hàng đầu nghĩ ra "Hiến chương Đại Tây Dương". Quay trở lại từ Argentia sau khi kết thúc cuộc hội đàm Anh-Mỹ, Tuscaloosa đưa Thứ trưởng Ngoại giao Sumner Welles đến Portland, Maine. Ba tuần sau đó, vào tháng 9, chiếc tàu tuần dương tham gia chuyển đợt binh lính đầu tiên đến Iceland, khi lực lượng Thủy quân Lục chiến Hoa Kỳ thay phiên binh lính Anh bảo vệ hòn đảo chiến lược này.
Không lâu sau đó Tuscaloosa được lệnh điều động về một lực lượng đặc nhiệm được hình thành chung quanh các thiết giáp hạm Idaho, Mississippi và New Mexico. Wichita và hai đội tàu khu trục gia nhập cùng Tuscaloosa trong lực lượng bảo vệ các tàu chiến chủ lực này. Dưới quyền chỉ huy của Chuẩn đô đốc Robert C. Ike Giffen, lực lượng tuần tra tại eo biển Đan Mạch, đặt căn cứ tại khu vực lạnh giá và lộng gió Hvalfjörður thuộc Iceland, được người Mỹ đặt biệt danh "Valley Forge".
Những sự tương đồng của điểm trú quân lịch sử mùa Đông của Quân đội Lục Địa và khu vực Iceland không chỉ là tên gọi. Thời tiết lạnh giá, gió và sương tuyết ác liệt cộng với hoàn cảnh gần như chiến tranh là như nhau, dưới dạng các cuộc tuần tra hàng ngày, cảnh giác không ngừng nghỉ đối với mọi dấu hiệu của "đối phương". Tuscaloosa và Wichita được chuẩn bị cho sự xung đột, cạo bỏ những lớp sơn dày tích tụ cùng những vật liệu dễ cháy và những vật dụng không cần thiết trước khi lại ra khơi vào ngày 5 tháng 11. Trong khi lực lượng đặc nhiệm di chuyển về phía Iceland, các tàu chiến phải liên tục cảnh giác khả năng đột phá bất ngờ của thiết giáp hạm Đức Tirpitz, con tàu chị em với Bismarck.
Trong khi Tirpitz vẫn không xuất hiện, các tàu chiến Mỹ tiếp tục tiến hành các hoạt động "sắp có chiến tranh" vốn theo thời gian ngày càng trở nên nghiêm trọng như thời chiến. Việc tìm cách bắn ngư lôi vào chiếc tàu khu trục Greer, gây hư hại cho Kearny vào tháng 10; việc một tàu ngầm U-boat đánh chìm tàu khu trục Reuben James, và việc phóng ngư lôi vào chiếc tàu chở dầu Salinas; tất cả đều cho thấy ràng các tàu Mỹ đang can dự vào cuộc chiến. Việc Nhật Bản tấn công Trân Châu Cảng vào ngày 7 tháng 12 năm 1941 cuối cùng đã đẩy Hoa Kỳ vào một cuộc chiến tranh "thực sự" trên cả hai đại dương, vì cả Đức và Ý đều tuyên chiến với Mỹ vào ngày 11 tháng 12.

### Hoa Kỳ tuyên chiến
Vào ngày 6 tháng 1 năm 1942, Tuscaloosa khởi hành từ Hvalfjörður cùng với Wichita và các tàu khu trục Grayson và Meredith trong một chuyến đi huấn luyện đến eo biển Đan Mạch. Sau khi quay về cảng ba ngày sau đó, chiếc tàu tuần dương tiếp tục đi đến xưởng hải quân Boston cho một đợt đại tu từ ngày 8 đến ngày 20 tháng 2. Nó tiến hành một đợt huấn luyện ôn tấp ngoài khơi vịnh Casco rồi trải qua một đợt sửa chữa ngắn tại New York trước khi tham gia Đội đặc nhiệm 39.1 dưới quyền chỉ huy của Chuẩn đô đốc John W. Wilcox, Jr., vốn đặt cờ hiệu của mình trên thiết giáp hạm Washington.

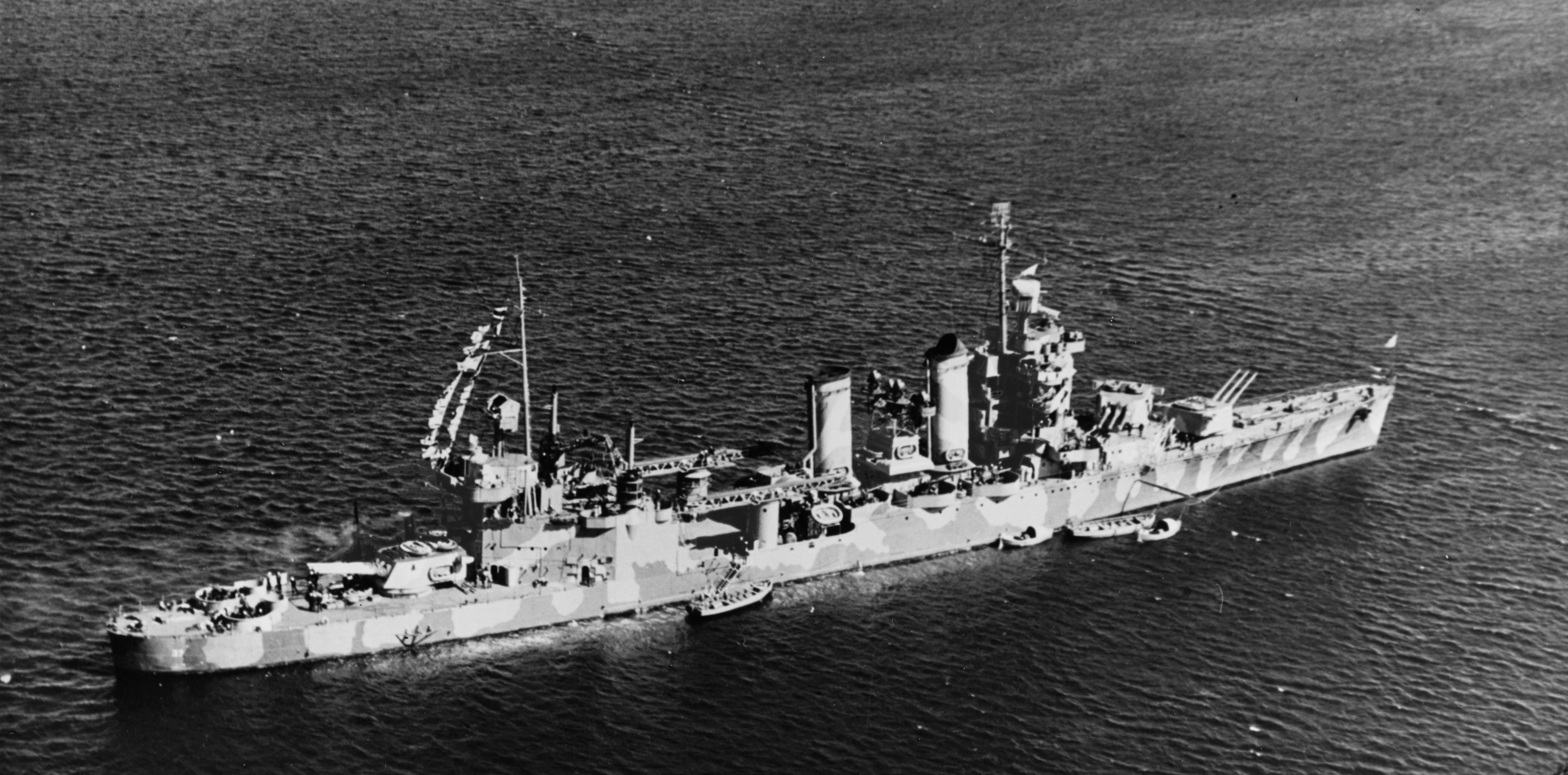
Tuscaloosa (tiền cảnh) thả neo tại Scapa Flow vào tháng 4 năm 1942.

Đội đặc nhiệm khởi hành từ vịnh Casco, băng qua vùng biển sóng gió hướng đến Scapa Flow thuộc quần đảo Orkney, căn cứ của Hạm đội Nhà Anh Quốc. Vào ngày 27 tháng 3, Chuẩn đô đốc Wilcox mắc một cơn đột quỵ và bị cuốn khỏi sàn tàu Washington. Hoàn cảnh biển động nặng đã loại trừ mọi nỗ lực cứu vớt, nên thi thể của vị chỉ huy đội đặc nhiệm biến mất trong làn nước bão tố của Đại Tây Dương. Với việc tử nạn của Đô đốc Wilcox, Chuẩn đô đốc Giffen trên chiếc Wichita tiếp nhận quyền chỉ huy Độ đặc nhiệm 39.1.
Tuscaloosa đi đến Scapa Flow vào ngày 4 tháng 4 và nhanh chóng nhận lên tàu một nhóm nhân viên tín hiệu và liên lạc người Anh. Nó thoạt tiên tham gia các hoạt động huấn luyện cùng với Hạm đội Nhà, và sau đó hộ tống cho các đoàn tàu vận tải đi đến phía Bắc Liên Xô. Vào giai đoạn đó, các hoạt động của hải quân Anh-Mỹ thường được tổ chức nhằm dẫn dụ Tirpitz ra khỏi hang ổ của nó tại Na Uy. Một mưu toan như vậy, Đoàn tàu vận tải PQ-17, đã đưa đến thảm họa vào tháng 6 năm 1942. Trong hai tháng tiếp theo sau, Tuscaloosa vẫn hoạt động tích cực trong vai trò bảo vệ và hộ tống các chuyến vận chuyển.
Vào giữa tháng 8, Tuscaloosa nhận được lệnh chuyên chở hàng tiếp liệu, bao gồm ngư lôi cho máy bay, đạn dược và vật dụng y tế, sang phía Bắc nước Nga. Không lâu sau khi nó cùng hai tàu khu trục lên đường làm nhiệm vụ, một thành viên thủy thủ đoàn có những triệu chứng của bệnh viêm màng não. Bệnh nhân được nhanh chóng đưa lên bờ tại Seyðisfjörður, Iceland, và nhóm lại lên đường vào ngày 19 tháng 8 hướng sang Kola Inlet. 
Ngày hôm sau, Tuscaloosa và nhóm hộ tống cho nó, lúc này gồm ba tàu khu trục gầm hai của Mỹ và một của Anh, bị một máy bay trinh sát Đức phát hiện. Lực lượng đặc nhiệm đổi hướng, và với sự trợ giúp của tầm nhìn kém tại các vĩ độ phía Bắc, đã xoay xở thoát khỏi kẻ tấn công. Chiều tối ngày 22 tháng 8, thêm hai tàu khu trục Anh gia nhập lực lượng hộ tống cho Tuscaloosa; và vào ngày hôm sau, một tàu hộ tống Nga hướng dẫn họ đi đến Kola Inlet.
Mọi nhân lực sẵn có đều được huy động vào việc chất dỡ số hàng tiếp liệu quý báu. Chiếc tàu tuần dương được tiếp nhiên liệu chuẩn bị cho chuyến quay trở về; và trước khi khởi hành đã nhận lên tàu 243 hành khách, hầu hết là những người sống sót từ những con tàu bị đánh chìm trong khi phục vụ của những đoàn tàu vận tải trước đó đi đến Liên Xô. Nhiều người trong số họ đã phải chịu đựng nỗi đau đớn và sự khổ cực của đoàn tàu PQ-17. Với những hành khách đặc biệt trên tàu, Tuscaloosa rời Kola Inlet ngày 24 tháng 8 và đi đến Seidisfjord vào ngày 28 tháng 8. Nó chỉ dừng lại một chặng ngắn trước khi tiếp tục đi đến cửa sông Clyde, nơi các hành khách được đưa lên bờ. Được cho tách khỏi Hạm đội Nhà không lâu sau đó, Tuscaloosa hướng đến Hvalfjord và từ đây quay trở về Hoa Kỳ cho một đợt đại tu.

### Bắc Phi và Bắc Đại Tây Dương

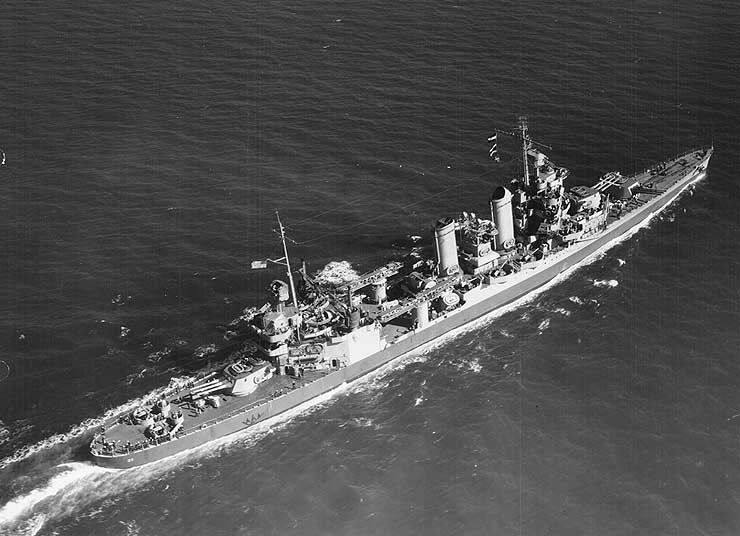
Tuscaloosa vào tháng 10 năm 1942.

Vào ngày 8 tháng 11 năm 1942 đã diễn ra Chiến dịch Torch, một nỗ lực của quân Anh-Mỹ nhằm giành lấy Bắc Phi từ tay phe Vichy Pháp. Ngoài khơi Casablanca, Maroc, Tuscaloosa cùng với người bạn đồng đội lâu năm Wichita, có sự tham gia của thiết giáp hạm mới Massachusetts, nằm trong thành phần lực lượng hỗ trợ đã tham gia trận Hải chiến Casablanca. Trong khi lực lượng Mỹ đổ bộ lên bờ, được sự chỉ điểm chính xác của các thủy phi cơ trinh sát của chính mình, các khẩu pháo của Tuscaloosa đã nả vào các vị trí của Pháp. Trong cảng, tàu chiến Pháp khẩn trương chuẩn bị lên đường đối đầu với những kẻ tấn công.
Thiết giáp hạm Pháp Jean Bart, cho dù chưa hoàn tất và không di chuyển được, nhưng vẫn được trang bị dàn pháo hạng nặng 15 in (380 mm) và đã nả nhiều loạt đạn pháo vào các tàu chiến Mỹ. Các khẩu đội pháo bờ biển của Pháp tại Table d'Aukasha và El Hank cũng gây ra nhiều khó khăn; nhưng sức mạnh phối hợp của hải quân và không quân Đồng Minh đã vô hiệu hóa được cả các khẩu đội pháo trên bờ lẫn Jean Bart. Sau khi suýt bị trúng ngư lôi phóng từ tàu ngầm Pháp và đạn pháo hạng nặng của Jean Bart, Tuscaloosa rút lui khỏi khu vực chiến sự để tiếp nhiên liệu và tiếp đạn. Sau đó nó tiếp tục ở lại gần bờ hỗ trợ cho cuộc tấn công, cho đến khi quay trở về Hoa Kỳ để tái trang bị.
Sau khi được sửa chữa, Tuscaloosa tham gia hộ tống cho các đoàn tàu vận tải hướng sang mặt trận Bắc Phi, khi mà lực lượng Hoa Kỳ cùng các đồng minh Anh và Pháp Tự do chiến đấu để đẩy lui quân Đức và Ý khỏi Tunisia. Sau đó, từ tháng 3 đến tháng 5 năm 1943, Tuscaloosa hoạt động cùng với một lực lượng đặc nhiệm trong việc thực tập huấn luyện ngoài khơi Bờ Đông Hoa Kỳ. Ngoài nhiệm vụ rèn luyện kỹ năng tác chiến, nhóm này còn hình thành nên một lực lượng cơ động nhanh sẵn sàng tấn công nếu như các hạm tàu nổi Đức vượt qua sự phong tỏa để tấn công tàu bè Đồng Minh trong Đại Tây Dương. Vào cuối tháng 5, nó hộ tống chiếc RMS Queen Mary đưa Thủ tướng Anh Churchill đến New York. Sau một giai đoạn ngắn tham gia lực lượng đặc nhiệm, Tuscaloosa cùng với Augusta đi đến Xưởng hải quân Boston cho một đợt bảo trì kéo dài 10 ngày.
Sau khi rời Boston, nó hộ tống chiếc RMS Queen Elizabeth đi đến Halifax, Nova Scotia, trước khi gặp gỡ tàu sân bay Ranger để cùng đi đến Scapa Flow tiếp nối các hoạt động phối hợp cùng Hạm đội Nhà Anh Quốc. Tuscaloosa tiến ra Bắc Hải cùng các đơn vị Anh và Mỹ khác trong một nỗ lực nhằm nhữ các tàu chiến hạng nặng Đức. Tuy nhiên, hy vọng lôi kéo hải quân Đức vào một cuộc chiến quyết định trên biển vơi đi từng ngày, khi mà đối phương rõ ràng cố ở lại trong vùng biển được bảo vệ.
Vào ngày 2 tháng 10 năm 1943, Tuscaloosa tham gia thành phần hộ tống cho Ranger khi chiếc tàu sân bay tung ra cuộc không kích nhắm vào các cơ sở cảng và tàu bè Đức tại Bodo, Na Uy trong khuôn khổ Chiến dịch Leader. Cuộc tấn công bằng tàu sân bay Mỹ đầu tiên xuống các mục tiêu tại châu Âu kéo dài từ ngày 2 đến ngày 6 tháng 10 và đã phá hủy khu vực này. Sự kháng cự của máy bay Đức đặt căn cứ trên đất liền nhắm vào lực lượng tấn công bị đánh trả và bị bắn rơi bởi những máy bay tiêm kích hộ tống.
Không lâu sau đó, quân Đức quyết định tiến ra khơi, thực hiện một cuộc đánh phá trạm quan trắc khí tượng quan trọng của Đồng Minh trên đảo Spitsbergen. Tirpitz và các tàu chiến hạng nặng khác đã bắn pháo dữ dội vào lực lượng trú đóng và các cơ sở, trước khi rút lui mà không bị thiệt hại về nơi ẩn náu của chúng ở Na Uy. Tuscaloosa tham gia vào chiến dịch giải cứu và tái lập trạm quan trắc khí tượng trước khi mùa Đông bắt đầu. Được phân về Lực lượng 1, chiếc tàu tuần dương chất lên tàu hai xuồng đổ bộ LCV(P) cùng hàng hóa, và đã khởi hành từ Seidisfjord vào ngày 17 tháng 10 cùng bốn tàu khu trục, gồm ba của Anh và một của Mỹ. Lực lượng 2, hộ tống cho Lực lượng 1, bao gồm thiết giáp hạm Anson, tàu tuần dương hạng nặng Norfolk, tàu sân bay Ranger và sáu tàu khu trục.
Sáng ngày 19 tháng 10, nhóm của Tuscaloosa đi đến Spitsbergen bị tàn phá và lập tức tiến hành hoạt động chất dỡ hàng. Trong khi tiếng "gầm gừ" của chuyển động băng và các vật cản đã ngăn trở việc bảo vệ chống tàu ngầm bằng thiết bị dò âm dưới nước của các tàu khu trục, Tuscaloosa đưa một lực lượng 160 người lên bờ chất dỡ thiết bị và tiếp liệu để xây dựng lại trạm quan trắc khí tượng. Đến đêm, hàng hóa được chất dỡ xong và lực lượng rời khỏi khu vực. Sau khi được tiếp nhiên liệu tại Seidisfjord, chiếc tàu tuần dương tiếp tục đi đến Clyde, đưa lên bờ những người còn sống sót của lực lượng đồn trú tại Spitsbergen trước đây.
Tuscaloosa thực hiện thêm một chuyến càn quét đến bờ biển Na Uy với ý định thu hút các đơn vị hạm đội Đức tiến ra biển, nhưng đối phương quyết định không giao chiến. Khi quay về Iceland, chiếc tàu tuần dương được cho tách khỏi Hạm đội Nhà và quay về New York, nơi nó thực hiện một đợt đại tu vào ngày 3 tháng 12 năm 1943. Sau khi hoàn tất vào tháng 2 năm 1944, Tuscaloosa tham gia các cuộc tập trận hạm đội và thực hành bắn phá bờ biển ngoài khơi vịnh Casco cho đến tháng 4, khi nó quay trở vào Xưởng hải quân Boston để bổ sung thiết bị tình báo vô tuyến và phản công điện tử. Cuối tháng đó, nó đón lên tàu Chuẩn đô đốc Morton L. Deyo trong tư cách Tư lệnh Hải đội Tuần dương 7 và là chỉ huy lực lượng đặc nhiệm, rồi lên đường hướng sang Clyde tham gia lực lượng Đồng Minh trong việc tấn công lên lục địa châu Âu.

### Normandy và miền Nam nước Pháp
Trong giai đoạn trung gian trước ngày D, Tuscaloosa tiến hành thêm các cuộc thực tập bắn phá bờ biển cũng như các cuộc tập trận. Đơn vị không lực của nó hoán đổi những thủy phi cơ Curtiss SOC Seagull lão làng bằng những chiếc Supermarine Spitfire của Anh Quốc và thực hành sử dụng cho mục đích chỉ điểm. Dù sao, chúng vẫn tiếp tục đặt căn cứ trên bờ trong suốt thời gian hoạt động hỗ trợ cho cuộc đổ bộ.
Vào ngày 3 tháng 6, Tuscaloosa di chuyển cùng với phần còn lại của Lực lượng Đặc nhiệm 125 hướng đến các bãi biển Normandy. Lúc 05 giờ 50 phút ngày 6 tháng 6, nó bắt đầu khai hỏa với các khẩu pháo 8 in (200 mm), và ba phút sau bởi pháo 5 in (130 mm) đối đầu với pháo đài Fort Ile de Tatihou thuộc Vịnh sông Seine. Trong suốt thời gian còn lại của ngày D, mục tiêu của Tuscaloosa là các khẩu đội pháo bờ biển, vị trí pháo binh, điểm tập trung quân và các phương tiện vận tải, được giúp sức bởi máy bay trinh sát chỉ điểm và đội kiểm soát hỏa lực tháp tùng theo các đơn vị đổ bộ trên bờ. VCS-7, một phi đội trinh sát Hải quân Mỹ lái những chiếc Supermarine Spitfire VB và Seafire III, là một trong những đơn vị cung cấp sự phối hợp xác định mục tiêu và kiểm soát hỏa lực. Hỏa lực pháo bắn trả của đối phương ban đầu kém chính xác, nhưng cải thiện hơn vào giữa ngày đủ buộc chiếc tàu tuần dương phải thực hiện cơ động lẩn tránh.
Trưa ngày 9 tháng 6, Tuscaloosa quay trở về Plymouth tiếp tế cho các hầm đạn đã trống rỗng. Quay trở lại khu vực phụ cận Îles Saint-Marcouf vào chiều tối ngày 11 tháng 6, nó trực chiến tại khu vực này cho đến ngày 21 tháng 6, thực hiện nhiệm vụ bắn pháo hỗ trợ theo yêu cầu của đội kiểm soát hỏa lực tháp tùng theo các đơn vị bộ binh. Sau đó nó quay trở về Anh Quốc.
Năm ngày sau, 26 tháng 6, Quân đoàn VII Hoa Kỳ mở một cuộc tấn công lớn trên bờ vào Cherbourg, được sự giúp đỡ của những con tàu trong lực lượng hỗ trợ từ mặt biển. Trong vòng bốn giờ, Tuscaloosa cùng các tàu tháp tùng đã đấu pháo tay đôi với các khẩu đội pháo bờ biển Đức; trong đó hỏa lực khá chính xác của đối phương thường xuyên nhắm vào các tàu chiến Anh và Mỹ buộc chúng phải thực hiện cơ động lẩn tránh. Những đám mây khói bụi dày đặc do bom và pháo từ mặt biển và trên không đã giới hạn hiệu quả của hỏa lực Đồng Minh. Tuy nhiên, đến giữa trưa, tầm nhìn được cải thiện giúp cho việc bắn phá chính xác hơn.
Đến tháng 7, khi các bãi đổ bộ đầu cầu ở Normandy đã được an toàn và lực lượng Đồng Minh tiến sâu vào vùng nước Pháp bị chiếm đóng, Tuscaloosa di chuyển từ Belfast đến Địa Trung Hải tham gia lực lượng hỗn hợp Anh, Pháp và Hoa Kỳ được tập trung cho Chiến dịch Anvil/Dragoon, cuộc đổ bộ lên miền Nam nước Pháp.
Tiếp theo sau các cuộc thực hành bắn pháo sơ khởi ngoài khơi Oran, Bắc Phi, Tuscaloosa đặt căn cứ tại Palermo, Ý, và lên đường vào ngày 13 tháng 8. Hai ngày sau, nó khai hỏa vào lúc 06 giờ 35 phút, tiếp tục bắn pháo vào các mục tiêu trên bờ cho đến khi lực lượng hỗn hợp Đồng Minh đổ bộ lên bãi biển lúc 08 giờ 00. Sau đó, di chuyển ra xa theo một vòng cung khoảng 180 m, Tuscaloosa tuần tra dọc theo bờ biển, trinh sát những mục tiêu tiềm tàng. Một công sự quấy nhiễu bên trên phá nước St. Raphel thu hút sự chú ý của chiếc tàu tuần dương, và các phát đạn pháo 8 in (200 mm) nhanh chóng dập tắt nó. Máy bay trinh sát phát hiện một trận địa pháo trên bờ, và các pháo thủ của Tuscaloosa cũng nhanh chóng loại bỏ nó bằng ba phát bắn trúng trực tiếp.
Trong 11 ngày tiếp theo sau, chiếc tàu tuần dương bắn pháo hỗ trợ cho sườn bên phải của cuộc tiến quân vào phòng tuyến của quân Ý. Nó đối đầu với các khẩu đội pháo bờ biển của Đức; cũng như đánh trả các cuộc không kích, được thực hiện bởi những chiếc Junkers Ju 88 và Dornier Do 217 từng chiếc một hay từng nhóm nhỏ, thường vào lúc lực lượng hỗ trợ rút lui khỏi các bãi đổ bộ vào ban đêm. Tiến hành ở các độ cao khác nhau, các cuộc không kích này bao gồm việc sử dụng loại bom lượn điều khiển bẳng radar. Tuy nhiên, các biện pháp phản công radar cùng các thiết bị gây nhiễu, cùng các hoạt động lẩn tránh và hỏa lực phòng không hiệu quả đã ngăn trở các cuộc tấn công lúc chạng vạng và ban đêm này.

### Thái Bình Dương
Vào tháng 9 năm 1944, khi lực lượng Đồng Minh đã đặt chân đứng vững chắc lên cả phía Tây và Phía Nam nước Pháp, Tuscaloosa quay trở về Hoa Kỳ để được tái trang bị tại Xưởng hải quân Philadelphia. Sau một giai đoạn ngắn thực hành ngoài khơi vịnh Chesapeake, nó di chuyển băng qua kênh đào Panama sang khu vực Bờ Tây Hoa Kỳ để trình diện Tư lệnh Hạm đội Thái Bình Dương Hoa Kỳ. Sau một chặng dừng chân ngắn tại San Diego, nó tiếp tục đi về phía Tây đến Trân Châu Cảng, nơi nó tiến hành nhiều hoạt động thực hành khác nhau đước khi đi đến Ulithi gia nhập Đệ Tam hạm đội vào tháng 1 năm 1945.
Sau khi khởi hành từ Ulithi, nó gia nhập lực lượng bắn phá ngoài khơi Iwo Jima vào lúc bình minh ngày 16 tháng 2. Ba ngày sau, khi những đợt xuồng đổ bộ đưa lực lượng Thủy quân Lục chiến tiến vào hòn đảo, pháo của Tuscaloosa nhắm vào các mục tiêu của quân Nhật sâu trong hòn đảo. Và sau khi lực lượng Mỹ đổ bộ được lên bờ, các khẩu đội của nó hỗ trợ cuộc tiến quân bằng những loạt pháo và chiếu sáng không ngừng nghỉ. Hoạt động này được tiến hành từ ngày 19 tháng 2 đến ngày 14 tháng 3, trong suốt mọi giai đoạn của chiến dịch ác liệt giành hòn đảo từ tay quân Nhật.
Quay trở về Ulithi sau chiến dịch Iwo Jima, Tuscaloosa trải qua bốn ngày bổ sung tiếp liệu, đạn dược và nhiên liệu chuẩn bị cho chiến dịch tiếp theo, với mục tiêu là Okinawa, ở đầu cực Nam của chuỗi quần đảo chính quốc Nhật Bản. Vào ngày Chúa Nhật lễ Lá, 25 tháng 3, dàn pháo chính và pháo hạng hai của Tuscaloosa đã khai hỏa vào các mục tiêu trên bờ được chỉ điểm bởi trinh sát trên không. Ngoại trừ một đợt nghỉ kéo dài sáu ngày để tiếp đạn, chiếc tàu tuần dương đã có mặt trong suốt thời gian của chiến dịch.
Cuộc sống của Tuscaloosa bị cuốn hút phải đối mặt với mọi thứ mà phe Trục ném vào cuộc chiến, mà đỉnh điểm là các cuộc tấn công kamikaze nhắm vào các tàu chiến và các tàu hộ tống từ mọi phía. Cơn "Thần Phong" này đến từ các đảo chính quốc Nhật Bản, dưới hình thức những máy bay tự sát lái bởi những phi công trung thành với Hoàng đế đến mức không ngần ngại hy sinh để bảo vệ đất nước. Xạ thủ trên Tuscaloosa đã bắn rơi hai máy bay như vậy: một chiếc đang hướng vào đuôi thiết giáp hạm Texas bị nổ tung do đạn pháo của chiếc tuần dương, trong khi chiếc kia hướng vào một tàu khu trục hộ tống cũng trúng phải màn hỏa lực phòng không của Tuscaloosa.
Chỉ còn lại các hoạt động truy quét các ổ kháng cự lẻ tẻ trên đảo khi Tuscaloosa rời Okinawa vào ngày 28 tháng 6. Hai ngày sau, nó đi đến vịnh Leyte, quần đảo Philippine trình diện để hoạt động cùng Tư lệnh Đệ Thất hạm đội. Sáu tuần sau, Nhật Bản đầu hàng. Vào ngày 27 tháng 8, cùng với các đơn vị khác của Đệ Thất hạm đội, Tuscaloosa rời vịnh Subic thuộc Philippine hướng đến vùng biển Triều Tiên và Mãn Châu.

### Sau chiến tranh
Nó ghé qua Thanh Đảo, Trung Quốc trên đường đi, tiếp tục chuyến đi ngang qua các cảng vừa mới giải phóng Đại Liên và Lữ Thuận thuộc Mãn Châu; Yên Đài, Taku, Uy Hải và Tần Hoàng Đảo thuộc Trung Quốc; và cuối cùng thả neo ngoài khơi Jinsen (ngày nay là Inchon) thuộc Triều Tiên vào ngày 8 tháng 9 hỗ trợ cho việc đổ bộ lực lượng Thủy quân Lục chiến gần đó. Sau khi ở lại đây 22 ngày, Tuscaloosa lên đường vào ngày 30 tháng 9 hướng đến Taku hỗ trợ cho việc đổ bộ lực lượng Thủy quân Lục chiến tại đây. Sau đó nó lên đường đi Yên Đài vào ngày 6 tháng 10, nhưng lại nhận được mệnh lệnh đang trên đường đi để đổi hướng đến Jinsen để nhận tiếp liệu.
Trong khi lực lượng Quốc Dân Đảng và lực lượng Cộng sản tranh giành với nhau quyền kiểm soát phần lãnh thổ do Nhật kiểm soát trước đây, lực lượng Hoa Kỳ ở trong vị thế khó khăn của một người quan sát. Tuscaloosa đi đến Yên Đài vào ngày 13 tháng 10, lúc đó do lực lượng Cộng sản kiểm soát. Tiếp tục ở lại cho đến ngày 3 tháng 11, nó thả neo ngoài khơi cảng, liên tục cập nhật tình hình trên bờ qua những cuộc họp hàng ngày với sĩ quan của Bát Lộ Quân Trung Quốc. Trong thời kỳ này, những đơn vị hợp tác trung thành với Nhật Bản trong chiến tranh đã đánh nhau với lực lượng Cộng sản gần Yên Đài.
Ngày 3 tháng 11, Tuscaloosa lên đường đi Thanh Đảo, ghé lại đây một đêm trước khi đi dọc theo bờ biển về phía Nam đến Thượng Hải. Tại đây, nó nhận lên tàu số hành khách 214 người của Lục quân cùng 118 của Hải quân cho hoạt động vận chuyển "Magic Carpet" hồi hương những quân nhân được giải ngũ. Nó về đến Trân Châu Cảng vào ngày 26 tháng 11, nơi những tiện nghi dành cho hành khách được lắp đặt bổ sung, rồi đưa lên tàu thêm 206 người khác trước khi rời vùng biển Hawaii vào ngày 28 tháng 11 và về đến San Francisco vào ngày 4 tháng 12. Sau khi được sửa chữa sau chuyến đi, nó lại lên đường hướng đến khu vực Nam Thái Bình Dương vào ngày 14 tháng 12, đi ngang qua quần đảo Solomon để tiếp tục hướng đến Nouméa, New Caledonia.
Tuscaloosa nhận lên tàu những binh lính trú đóng tại Guadalcanal, di chuyển đến quần đảo Russell nơi nó nhận thêm những hành khách, và đến Nouméa đúng ngày đầu năm mới 1946. Trưa hôm đó, nó lên đường quay về Bờ Tây Hoa Kỳ với trên 500 hành khách. Nó đi đến Trân Châu Cảng chín ngày sau, được tiếp nhiên liệu và nhận thêm binh lính giải ngũ để chuyên chở về nhà. Nó lên đường vào ngày 10 tháng 1 hướng đến San Francisco, đến nơi năm ngày sau đó. Vào ngày 29 tháng 1, Tuscaloosa rời San Francisco hướng sang Bờ Đông Hoa Kỳ trong chuyến đi sau cùng trong tư cách thành viên của hạm đội.
Được rút khỏi phục vụ tại Philadelphia vào ngày 13 tháng 2 năm 1946, Tuscaloosa tiếp tục ở lại Hạm đội Dự bị tại đây cho đến khi được rút khỏi danh sách Đăng bạ Hải quân vào ngày 1 tháng 3 năm 1959. Nó được bán vào ngày 25 tháng 6 cùng năm cho hãng Boston Metals Company tại Baltimore, Maryland để tháo dỡ.

## Phần thưởng
Tuscaloosa được tặng thưởng bảy Ngôi sao Chiến trận do thành tích phục vụ trong Thế Chiến II.
|  |                           | Bronze star |
|  | Bronze star · Bronze star | Silver star |
|  |                           |             |

| Dãi băng Hoạt động Tác chiến         | Huân chương Phục vụ Trung Hoa                                           | Huân chương Phục vụ Phòng vệ Hoa Kỳ với 1 Ngôi sao Chiến trận                |
| Huân chương Chiến dịch Hoa Kỳ        | Huân chương Chiến dịch Châu Á-Thái Bình Dương với 2 Ngôi sao Chiến trận | Huân chương Chiến dịch Châu Âu-Châu Phi-Trung Đông với 5 Ngôi sao Chiến trận |
| Huân chương Chiến thắng Thế Chiến II | Huân chương Phục vụ Chiếm đóng Hải quân                                 | Đơn vị Tuyên dương Tổng thống Philippine                                     |